# Аллотрансплантация
Аллотрансплантация (allotransplantatio; от греч. allos другой, иной + трансплантация), или гомотрансплантация — пересадка органов и тканей от одной особи генетически и иммунологически другой особи того же биологического вида (в медицине — от человека человеку). Трансплантация и пересадка означают одно и то же, хотя термин пересадка чаще используется для обозначения переноса кожи.
В настоящее время выполняется аллотрансплантация клеток, тканей и органов. Наиболее известным случаем аллогенной трансплантации является клетка крови. Тем не менее, существуют ограничения для выполнения этого типа трансплантации, что очень важно для иммунного ответа реципиента на трансплантированную ткань, поскольку этот тип трансплантатов между индивидуумами без генной связи и без предшествующего лечения отклоняется получателем среди первых дней (от 7 до 10 дней) из-за первичного иммунного ответа против аллотрансплантата. По этой причине для выполнения этого типа трансплантации необходимо провести различные тесты гистосовместимости между донором и реципиентом, чтобы быть более уверенным в том, что операция не приведет к отказу, такие тесты включают: группу ABO, перекрестные реакции, используемые для установления наличия предварительно сенсибилизированных антител против HLA донора, а также тесты на диабет, сердечные заболевания, функцию почек, новообразования и инфекции донора, когда он является живым донором.
Выделяют:
- близкородственную аллотрансплантацию (донором трансплантата является близкий генетический родственник, первой линии родства);
- дальнеродственную аллотрансплантацию (донор является дальним генетическим родственником, второй или третьей линии родства);
- неродственную аллотрансплантацию (донором является чужой человек, вообще не находящийся в генетическом родстве с реципиентом).

На сегодняшний день аллотрансплантация — преобладающий вид выполняемых трансплантаций почек, печени, сердца и лёгких, и более половины выполняемых трансплантаций костного мозга. Объясняется это тем, что далеко не у всех пациентов, являющихся кандидатами на трансплантацию, имеются однояйцевые близнецы, согласные на эксплантацию почки или на донорство костного мозга, а техника терапевтического клонирования органов и тканей находится пока в зачаточном состоянии.
Современное состояние технологий аллотрансплантации органов не позволяет осуществлять пересадку органов от произвольного донора произвольному реципиенту. И маловероятно, что это станет возможным когда-либо в будущем, в связи с тем, что так устроена иммунная система человека. Надежды трансплантологов мира сегодня связаны не с усовершенствованием технологий аллотрансплантации, а с развитием техники терапевтического клонирования органов, что в перспективе должно позволить производить стопроцентно гомологичные трансплантации всем пациентам.
Для успешной аллотрансплантации органа, для того, чтобы орган прижился и был функционален в организме реципиента, необходимо совпадение реципиента и донора по так называемым антигенам главного комплекса тканевой совместимости (MHC), или, по крайней мере, совпадение хотя бы по пяти из шести основных антигенов MHC. Несовпадение по двум антигенам MHC не исключает возможность трансплантации в принципе, но сильно повышает вероятность отторжения трансплантата. Несовпадение по трём и более антигенам MHC исключает саму возможность трансплантации от данного донора данному реципиенту.
Для аллотрансплантации, даже при наличии идеально совместимого (совпали шесть из шести антигенов MHC) и близкородственного донора, также требуется высокая степень иммуносупрессии (угнетения иммунной системы) организма реципиента, с тем, чтобы подавить возможное отторжение трансплантата и обеспечить его приживаемость. При неполном совпадении по МНС или при неродственной трансплантации требования к уровню обеспечиваемой иммуносупрессии ещё выше.

## Риски
Как и при многих операциях, аллотрансплантация также имеет некоторые побочные эффекты. Ограничивающим фактором в тканевой аллотрансплантации для хирургии являются побочные эффекты иммуносупрессии (нарушение обмена веществ, злокачественные новообразования, оппортунистические инфекции), которая является преобладающей проблемой. Также нельзя забывать, что риск передачи инфекции очень высок.